# Dragonbound
Dragonbound ist eine Hörspielserie in zwei Staffeln vom Autor Peter Lerf. Produziert wird sie von Gigaphon Entertainment. Bei der ersten Staffel wurde der Vertrieb vom Hörspiellabel Europa übernommen. Anfänglich war die Serie nur im Online-Handel als Download zu erwerben, zur Veröffentlichung der 5. Episode am 10. September 2010 sind alle Folgen auch als CD erhältlich. 

Die Serie wird seit dem 21. November 2014 mit einer zweiten Staffel fortgesetzt, seitdem läuft der Vertrieb über Gigaphon.

## Handlung

### Die Prophezeiung
„Es wird die Zeit kommen, da diese junge Frau unser aller Leben rettet.
Aus dem Nichts in unsere Welt geschlüpft, mit Mut, Verstand und Güte wird sie den Drachen entgegentreten, ihnen ins Antlitz blicken und eine neue, starke Allianz schmieden.
Ein Bündnis, mit dessen Hilfe der übermächtige Feind besiegt werden kann. Eine Freundschaft, die viele tausend Jahre währen soll und ein friedliches Miteinander zwischen Mensch und Drache ermöglicht.
Sie ist die Prophezeite, die ohne Zögern ihr eigenes Leben hingeben wird, um das der Menschheit zu erretten.…“

### Staffel 1
Aufgrund eines missglückten wissenschaftlichen Experiments ist Lea durch ein Wurmloch in die mittelalterlich anmutende Welt Chelandra gelangt. In dieser wird sie allerdings für eine Prophezeite gehalten, weshalb sie in das Kristallgebirge reisen soll, um den Bund zwischen Menschen und Drachen zu erneuern und somit den Krieg gegen die Vargonen zu gewinnen. Lea fügt sich, weil sie hofft, so nach Hause zu kommen, da ein Magier in den Bergen einen Transponder besitzen soll, eine Brosche, mit welcher man das Wurmloch durchqueren kann. Zusammen mit einer Gruppe von Kriegern beginnt sie ihre Reise nach Liluell auf einem Schiff. Unterwegs begegnen ihnen viele Gefahren und unbekannte Wesen.

### Staffel 2
Lea zieht mit ihren Freunden los, um eine Stadt von dem Drachen Katarak zu befreien. Nachdem sie dies geschafft haben, wird Lea von einem mysteriösen Mann, der sich selbst "Der Wanderer" nennt, aufgehalten. Er hält die Zeit an und gibt Lea Aufgaben, die sie unter Zeitvorgabe erfüllen muss, sonst tut er ihren Freunden Leid an. Sie darf ihnen aber nicht von ihm erzählen.

## Charaktere

### Menschen

#### Lea
Lea ist eine junge Frau, die durch ein Wurmloch in eine Parallelwelt gelangt. Einer Prophezeiung nach, an welche die Menschen in dieser Welt glauben, soll sie den Konflikt zwischen Drachen und Menschen lösen und ein Bündnis zwischen beiden Völkern erneuern. Daraufhin reist sie zusammen mit den Kriegern Telon und Rodge sowie dem Magier Dogo in das Kristallgebirge, um die Prophezeiung zu erfüllen. Ihr eigentlicher Beweggrund ist jedoch ihr Wunsch nach einer baldigen Rückkehr in ihre Welt. Lea hofft nämlich, bei einem Zauberer in den Bergen Hilfe zu erhalten, da ihr Transponder, ein Gerät für die Rückreise durch das Wurmloch, defekt ist. Auf der Reise verliebt sie sich in Telon. Lea ist Vegetarierin.
Für die Drachen besitzt Lea eine starke Aura, wodurch jeder Drache sie bemerken kann. Außerdem kann sie ihre Sprache sprechen und Volante belegt sie mit einer Gabe, mit der sie jeden Drachen zu Hilfe rufen kann, dem sogenannten Drachenruf.
Drachenruf:

„Ihr Drachen da draußen, kommt herbei und rettet mich!“

#### Telon
Telon ist ein ehrenhafter Krieger und Oberbefehlshaber der Streitkräfte Norlands. Er hat lange schwarze Haare, eine hünenhafte Statur von etwa zwei Metern und wird von Lea als gutaussehend beschrieben. Außerdem hat er ein Talent, Frauen das ins Ohr zu flüstern, was sie hören wollen. Er führt die Gruppe an und verliebt sich auf der Reise in Lea.

#### Rodge
Rodge ist ein sehr guter Krieger und der Adjutant von Telon. Er redet meist unfreundlich mit anderen Leuten und kommt eher schlecht mit ihnen aus, obwohl er sich zumindest um seine Gefährten Sorgen macht. Außerdem denkt er oft pessimistisch.

#### Dogo
Dogo ist ein ungeschickter Magier. Er wurde von vielen Magierschulen nur als Stallbursche benutzt und nicht unterrichtet. Dogo findet Lea, als diese aus dem Wurmloch fällt und bringt sie zu seinem Mentor Malrik. Daraufhin sticht er mit den anderen in See. Seine Zauber misslingen meistens, allerdings ist er gut in Ortungszaubern und oft auch in Schutzzaubern. Dogo wünscht sich, der größte Magier Norlands zu werden und nennt sich oft so. Durch ihn erfährt Lea, dass sie laut der Prophezeiung sterben wird.

#### Malrik
Malrik ist einer der mächtigsten Magier Norlands. Er ist Dogos Meister und gibt dem König Ratschläge. Malrik befahl, die letzte Zeile der Prophezeiung solle Lea verschwiegen werden. Malrik beherrscht es, andere Menschen zu manipulieren. Er lebte schon zur Zeit der ersten Drachenprinzessin (vor über 1000 Jahre). Die erste Drachenprinzessin war seine Schwester, die er nach seinem Willen manipulierte. Er war dafür verantwortlich, dass Lea nach Chelandra gelangte. Malrik stirbt bei dem Versuch, Lea auf seine Seite zu bringen.

#### Sandrina
Sandrina, auch „die Jägerin“ genannt, mordet gegen Bezahlung. Sie gilt als beste ihres Fachs und wird auf Lea angesetzt. Nach langer Suche findet sie die Gruppe und schleust sich unter ihrem Geburtsnamen Rebecca ein.
Rebecca wuchs in Sordia auf, welches im Osten der Melidianischen Steppe liegt. In ihrem Dorf wurde sie verachtet, man bezeichnete sie als Hexe. Sie verlobte sich mit einem Söldner, der ihr das Leben zeigte und das Kämpfen beibrachte. Doch am Tag ihrer Verlobung wurde dieser für Missernten und Fehlgeburten schuldig gemacht und getötet. Daraufhin veränderte sich Rebeccas Wesen. Sie tötete alle Bauern und nannte sich fortan Sandrina.

#### Berell
Berell ist der Anführer einer kleinen, wenig effektiven Diebesbande. In der Hoffnung auf einen Schatz folgt er Telon und versucht, das Gold in der Höhle des Murogs zu stehlen. Ihm wird ein Teil überlassen.

#### Sara
Sara wurde jahrelang von Vargonen festgehalten, konnte jedoch fliehen und lebt nun von Diebereien. Sie versucht, Rodge zu bestehlen und wird erwischt. Kurz darauf fliegt ein anderer Diebstahl von ihr auf. Rodge hilft ihr bei der Flucht, woraufhin sie der Gruppe beitritt. Rodge verliebt sich in sie und Sara versucht ihn zunächst abzuwehren, entwickelt jedoch schließlich auch Gefühle für ihn. Sie stirbt in Liluell, nachdem ihr von Sandrina mit Gift infiziert wurde.

#### Taria
Taria ist die Tochter eines Hufschmieds. Sie wird erwählt, die Weihe zu erhalten. Lea rettet daraufhin ihr Leben.

### Drachen
Die Drachen haben eine Flügelspannweite von etwa 20 Metern und werden als intelligent mit eigenen Persönlichkeiten dargestellt. Sie sind freundlich gegenüber Menschen, diese allerdings betrachten sie als Bestien, die furchtlos jeden töten. Schwarzdrachen haben generell eine Abneigung gegenüber Menschen. Drachen können die Gedanken von Menschen lesen und sprechen eine eigene Sprache.

#### Faedrak
Faedrak ist der erste Drache, dem Lea begegnet. In der Melidianischen Steppe findet er Lea, doch geblendet von den ihr erzählten Geschichten versucht diese, ihn zu verscheuchen. Kurz darauf rettet er ihr das Leben und wird von Volante zum Beschützer Leas bestimmt.

#### Volante
Volante ist die Älteste des Drachenrats. Sie gibt Lea die Chance, dem Rat zu beweisen, dass Menschen es verdient haben, vor der Vernichtung bewahrt zu werden. Volante kann Lea in ihre Welt zurückbringen. Sie schenkt Lea die Gabe, Drachen jederzeit um Hilfe zu erbitten. Diesen Ruf kann kein Drache ignorieren.

#### Shally
Shally ist Anführer einer Gruppe von Schwarzdrachen. Seine Kumpane haben die Schiffe der Krieger zerstört, die Lea begleiteten. Bei der Begegnung in den Kristallbergen wollte er Lea töten.

### Andere Wesen

#### Vargonen
Vargonen sind grüne, schuppige, hässliche Bestien mit echsenartigen Schädeln. Es wird erzählt, die Erde habe sie ausgespien, weil sie selbst für die Unterwelt zu böse und durchtrieben waren.
Die Hauptmänner sind größer, furchteinflößender und stärker als ihre kleineren Verwandten. Außerdem haben sie erheblich mehr Informationen.
Goor
Goor ist der Kopf der Vargonen-Armee und hat den Krieg geplant. Er ist ein sehr großer Vargone, der einen anderen Körper beherrschen und außerdem schreckliche Visionen in den Köpfen seiner Feinde erzeugen kann.

#### Meerjungfrauen
Meerjungfrauen haben eine Flosse anstatt der Beine. Sobald sie aus dem Wasser kommen und trocknen, verwandelt sich die Flosse in Beine. Werden die Beine nass, bildet sich wieder eine Flosse.
Lavinia
Lavinia ist eine attraktive Meerjungfrau, die vor Seeschrecken auf das Schiff geflohen ist. Sie fühlt sich in Menschengestalt nicht wohl und zerreißt ihre Kleider andauernd, wohl auch um den Männern den Kopf zu verdrehen. Besonders an Telon zeigt sie großes Interesse.

#### Seeschrecken
Seeschrecken haben große, rot funkelnde Augen und ein eigenartiges Lachen, welches an das Kichern eines Kindes erinnert. Ihre Haut ist unverwundbar, selbst Schwerthiebe können nichts dagegen ausrichten. Dennoch greifen sie nur an, wenn es neblig ist. Ihre Stimme ist sehr dunkel. Seeschrecken fressen Meerjungfrauen und leben in einer kleinen Kolonie mit einem König unter Wasser. Sie speichern ihr Leben in kleinen Gefäßen, welche ihr König besitzt. Zerspringen diese, so stirbt der Seeschrecken.

#### Takk
Taak gehört zur Familie der Grasbeuteler. Er ist der menschlichen Sprache mächtig und etwa so groß wie ein Hase.

## Folgenindex
| - Staffel 1 – Die Prophezeiung - 1 Drachenfeuer (2009) - 2 Seeschrecken (2009) - 3 Der Murog (2010) - 4 Das Triumvirat (2010) - 5 Das Fest der Weihe (2010) - 6 Inkognito (2011) - 7 Saras Dämonen (2011) - 8 Die Schlacht um Liluell (2011) - 9 Goors Rache (2012) - 10 Herzen aus Finsternis (2012) | - Staffel 2 – Faldaruns Spiele - 11 Die Legende von Katarak (2014) - 12 Drachentöter (2015) - 13 Faldaruns Spiel (2015) - 14 Das silberne Horn von Arun Teil 1 (2016) - 15 Das silberne Horn von Arun Teil 2 (2016) - 16 Wiedergänger (2016) - 17 Seelensturm (2016) - 18 Die Nacht gehört den Skolniks (2017) - 19 Dämonenjagd (2017) - 20 Verwandlung (2017) | - Soundtrack - The Score – Part 1 (2011) |
| Anmerkungen: 1. 2. | |                                          |

## Musik
Der Soundtrack wurde, bis auf ein paar Titel, von Peter Lerf komponiert. Die Hintergrundmusik der Episoden 1-5 wurde als "The Score - Part 1" im Jahr 2011 als eigene CD veröffentlicht. Die unten genannten Lieder sind nicht enthalten.

- Der Titelsong Hide wird von Mystelle gesungen. Dies ist der Künstlername der Sprecherin von Lea, Bettina Zech, die den Text selbst geschrieben hat.[2]
- 3. Episode: Das Tavernenlied wird von Guido Maria Kober gesungen.
- 5. Episode: Das Lied Tanz in den Tod wird von Sven the Axe gesungen.
- 7. und 8. Episode: Das Ending wird von Daniela Sostak gesungen.
- 10. Episode: Auf dem Fest wird das Musikstück Dein Anblick aus dem Album Narrenkönig von der Band Schandmaul gespielt.
- 12. Episode: Christian Senger, der Sprecher von Koni, singt das Lied Das Lied der Meerjungfrau. Am Ende der Episode gibt es einen Bonustrack mit einer Interpretation von Mystelle. Komponiert wurde das Lied von Peter Lerf und der Text stammt von Jörg Dahlbeck.

## Sprecher

### Hauptfiguren
| Figur              | Sprecher                 | Folgen       |
| ------------------ | ------------------------ | ------------ |
| Erzähler           | Jürgen Kluckert          | 1–           |
| Lea                | Bettina Zech             | 1–           |
| Telon              | Christian Rudolf         | 1–11, 18–    |
| Rodge              | Jann Oltmanns            | 1–           |
| Dogo               | Martin Sabel             | 1–           |
| Sandrina / Rebecca | Claudia Urbschat-Mingues | 2–3, 6–8, 10 |
| Faedrak            | Engelbert von Nordhausen | 4–10         |
| Sara               | Annina Braunmiller       | 5–7          |
| Faldarun           | Jan Odle                 | 11           |
| Koni               | Christian Senger         | 11–          |
| Katarak            | Werner Wilkening         | 12–          |

### Nebenfiguren
| Figur                                      | Sprecher            | Folgen      |
| ------------------------------------------ | ------------------- | ----------- |
| Malrik                                     | Robert Lenkey       | 1, 10       |
| Leas Vater                                 | Wolfgang Noack      | 1, 10       |
| Vargone                                    | Bernd Hölscher      | 1–3, 5, 7–9 |
| Lavinia                                    | Ulrike Stürzbecher  | 2           |
| Valrotach / Oberpriester                   | Kurt Glockzin       | 3, 5        |
| Rozan                                      | Charles Lemming     | 3           |
| Volante                                    | Katja Brügger       | 4–5, 8–10   |
| Shally / Hufschmied                        | Swen Mai            | 4–5         |
| Takk                                       | Santiago Ziesmer    | 5, 10       |
| Dämon                                      | Sven the Axe        | 7–8         |
| Tomar                                      | Mogens von Gadow    | 7–10        |
| Wain                                       | Frank-Otto Schenk   | 7–8         |
| Gildat                                     | Claudius Zimmermann | 7–8         |
| Goor                                       | Udo Schenk          | 7–9         |
| Gehilfe                                    | André Kuhnert       | 7–8         |
| Veltak                                     | Kaspar Eichel       | 8           |
| Vargonenhauptmann                          | Alex Turrek         | 8           |
| Morris                                     | Manfred Lehmann     | 9           |
| König Edrapos                              | Gordon Piedesack    | 10          |
| Sinder                                     | Robert Missler      | 11          |
| Zarilis                                    | Dirk Hardegen       | 11          |
| Orvid                                      | Bert Stevens        | 11          |
| Geschichtenerzählerin (= "Märchenmädchen") | Dagmar Bittner      | 11, 18, 20  |

Von den Teilnehmern einer Massenszene in der fünften Episode sind 44 „Ehrenbürger Chelandras“ namentlich im Booklet der CD aufgeführt.

## Auszeichnungen
- Ohrkanus 2010 (Bestes Design)

## Trivia
- Ursprünglich war für die Rolle der Lea eine bekannte Sprecherin geplant, Peter Lerf war allerdings von Bettina Zechs Stimme begeistert.[2]
- Die Premiere der 1. Folge fand in Form einer Internetradioübertragung statt. Zu der Folge war Regisseur Martin Sabel im Chat.
- Die Cover der ersten Staffel wurden von Anne Stokes erstellt und die der zweiten Staffel werden von Ulrike Kleinert erstellt.
- An der Schmalseite jeder CD-Hülle der ersten Staffel sind kleine Ausschnitte eines Musters zu finden, alle CD-Hüllen nebeneinander ergeben die zwei Drachen des Dragonbound-Logos.
- Bei Folge sechs wurde eine Landkarte von Chelandra beigelegt. Darin sind sämtliche Dörfer und Leas Erlebnisse eingezeichnet.
- Das Hörspiellabel Europa zeigte sich nicht interessiert an einer zweiten Staffel, daher vertreibt Gigaphon die Hörspielserie seit der zweiten Staffel selbst. Dazu erweiterte Peter Lerf seine Produktionsfirma zu einem Hörspiellabel.[3]
- Durch den Poststreik und der dadurch verzögerten Auslieferung wurde für Abo-Kunden die Episode 13 als kostenlose MP3-Version bereitgestellt[4]